# 欧文 (德国)
欧文（發音：[ˈaʊ.ən] ⓘ）是德国巴登-符腾堡州斯图加特行政区埃斯林根县的城市，面积9.7平方千米，人口为人。